# Musquodoboit River
Musquodoboit River är ett vattendrag i Kanada.   Det ligger i provinsen Nova Scotia, i den östra delen av landet, 1 000 km öster om huvudstaden Ottawa.
I omgivningarna runt Musquodoboit River växer i huvudsak blandskog. Runt Musquodoboit River är det mycket glesbefolkat, med 5 invånare per kvadratkilometer.